# Saksild
Saksild er en lille by i Østjylland med 882 indbyggere  (2024), beliggende ved Aarhus Bugt. Den ligger fem kilometer øst for Odder og 24 kilometer syd for Aarhus.
Saksild Kirke ligger i Saksild.
Byen ligger i Region Midtjylland og hører under Odder Kommune. Saksild er beliggende i Saksild Sogn.